# Kakastaréj
A kakastaréj (Pedicularis) a vajvirágfélék (Orobanchaceae) családjának egyik nemzetsége.

## Fajai
- Pedicularis acaulis – szártalan kakastaréj[1]
- Pedicularis baumgartenii – Baumgarten-kakastaréj[1]
- Pedicularis brachyodonta – illír kakastaréj[1]
- Pedicularis comosa – üstökös kakastaréj[1]
- Pedicularis exaltata – magas kakastaréj[1]
- Pedicularis foliosa – leveles kakastaréj[1]
- Pedicularis hacquetii (syn.: Pedicularis carpatica) – kárpáti kakastaréj[1]
- Pedicularis kerneri – Kerner-kakastaréj[1]
- Pedicularis limnogena – bihari kakastaréj[1]
- Pedicularis oederi – tarka kakastaréj[1]
- Pedicularis palustris – posványkakastaréj[1]
- Pedicularis rostratocapitata – csőrösvirágú kakastaréj[1]
- Pedicularis spectrum-carolinum – jogaros kakastaréj[1]
- Pedicularis sylvatica – erdei kakastaréj[1]
- Pedicularis tuberosa – gumós kakastaréj[1]
- Pedicularis verticillata – vörös kakastaréj[1]